# Jimmy Uguro
Jimmy Uguro, mort le 6 février 2024 à Wewak (Sepik oriental), est un homme politique papou-néo-guinéen.

## Biographie
Il obtient en 1995 un diplôme d'enseignant en école primaire à l'issue d'une formation au Collège de formation des maîtres d'école de Madang. En 2001, il obtient une licence d'Enseignement à l'université de Goroka, suivie d'un Master dans ce domaine à l'université du Verbe divin (en) à Madang en 2005. Il travaille dans l'administration publique de la province de Madang avant d'entrer en politique.
Il entre au Parlement national comme député de la circonscription d'Usino-Bundi (en) aux élections de 2017, comme membre du Parti de l'alliance nationale. Devenu adjoint du ministre des Mines, Johnson Tuke, de juin 2019 à décembre 2020, il devient membre du Pangu Pati, le parti du Premier ministre James Marape. En décembre 2020, il est promu ministre de l'Éducation. Il est reconduit à cette fonction après les élections de 2022.
Jimmy Uguro meurt le 6 février 2024 à Wewak (Sepik oriental).